# Phemiades milvius
Phemiades milvius är en fjärilsart som beskrevs av Paul Mabille 1904. Phemiades milvius ingår i släktet Phemiades och familjen tjockhuvuden. Inga underarter finns listade i Catalogue of Life.